# Cinema (album Andrei Bocellego)
Cinema – piętnasty album studyjny włoskiego tenora Andrei Bocellego, który ukazał się 23 października 2015.
W Polsce album uzyskał status trzykrotnie platynowej płyty.

## Lista utworów
1. Maria ("West Side Story")
2. La chanson de Lara ("Doctor Zhivago")
3. Moon River ("Breakfast at Tiffany's")
4. E più ti penso duet with Ariana Grande ("Once upon a Time in America" / "Malena")
5. Be My Love ("The Toast of New Orleans")
6. The Music of the Night ("The Phantom of the Opera")
7. Por una cabeza ("Scent of a Woman")
8. Sorridi Amore Vai ("La vita è bella")
9. Mi Mancherai ("Il Postino")
10. Cheek to Cheek duet with Veronica Berti ("Top Hat")
11. Brucia la terra ("The Godfather")
12. No llores por mí Argentina ("Evita")
13. Nelle tue mani (Now We Are Free) ("Gladiator")